# علاقات داخلية
في تقاليد القانون العام، قانون العلاقات الداخلية عبارة عن فئة واسعة النطاق تشتمل على ما يلي:
- الطلاق و
- تسوية الممتلكات و
- نفقة المرأة، النفقة الزوجية، أو غيرها من وسائل الإعالة، و
- وضع قانون الأبوية، و
- وضع أو إنهاء حقوق والدان، و
- دعم الأطفال، و
- حضانة الأطفال، و
- الزيارات؛ و
- التبني، و
- تحرير القُصر.[1][2]

في بعض أنواع القضاء، يتم اعتبار الوصاية والتهرب من المدرسة والأمور المتعلقة بجنوح الأحداث جزءًا من قانون العلاقات الداخلية.
وتقع العديد من النزاعات في هذه الفئة واسعة النطاق، والعديد من الأشخاص الذين لا يتعاملون في حياتهم مطلقًا مع النظام القضائي سيتوجب عليهم التعرض لنزاعات العلاقات الداخلية. وبسبب القدر الكبير من الأعمال القضائية الناجمة عن قانون العلاقات الداخلية، قامت بعض أنواع القضاء بإنشاء محاكم متخصصة لها ذات نطاق قضائي محدود، ويطلق عليها في بعض الأحيان اسم محاكم الأسرة، والتي تتعامل مع القضايا الداخلية بشكل حصري.